# نايت كورت
نايت كورت (بالإنجليزية: Night Court)‏ هو مسلسل كوميدي تم إنتاجه في الولايات المتحدة. بدأ عرضه في سنة 1984 على هيئة الإذاعة الوطنية. بلغ عدد مواسم المسلسل 9 مواسم، بلغ عدد حلقاته 193 حلقة، وتبلغ مدة الحلقة الواحدة 24 دقيقة. تم بث المسلسل لأول مرة بتاريخ 4 يناير 1984 بينما تم بث آخر حلقة منه بتاريخ 31 مايو 1992 بعد أن استمر لقرابة 8 أعوام. من بطولة هاري أندرسون، سيلما دايموند، فلورنس هالوب، تشارلز روبنسون، ماركي بوست، مارشا وارفيلد، إلين فولي وريتشارد مول.

## روابط خارجية
- نايت كورت على موقع IMDb (الإنجليزية)
- نايت كورت على موقع ميتاكريتيك (الإنجليزية)
- نايت كورت على موقع الموسوعة البريطانية (الإنجليزية)
- نايت كورت على موقع روتن توميتوز (الإنجليزية)
- نايت كورت على موقع أول موفي (الإنجليزية)
- نايت كورت على موقع كينوبويسك (الروسية)
- نايت كورت على موقع قاعدة بيانات الفيلم (الإنجليزية)